# Kudlik

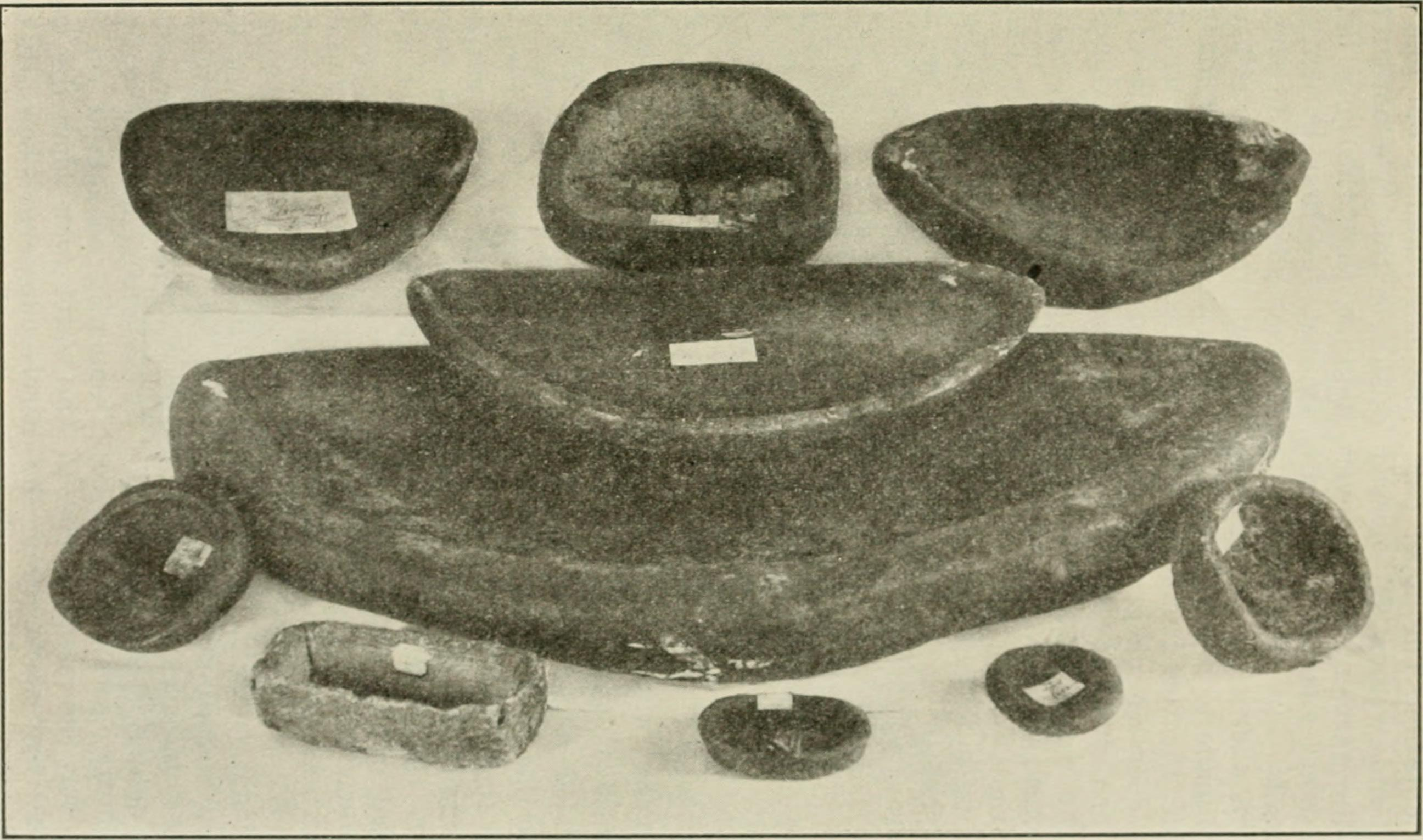
Llànties d'oli de foca.

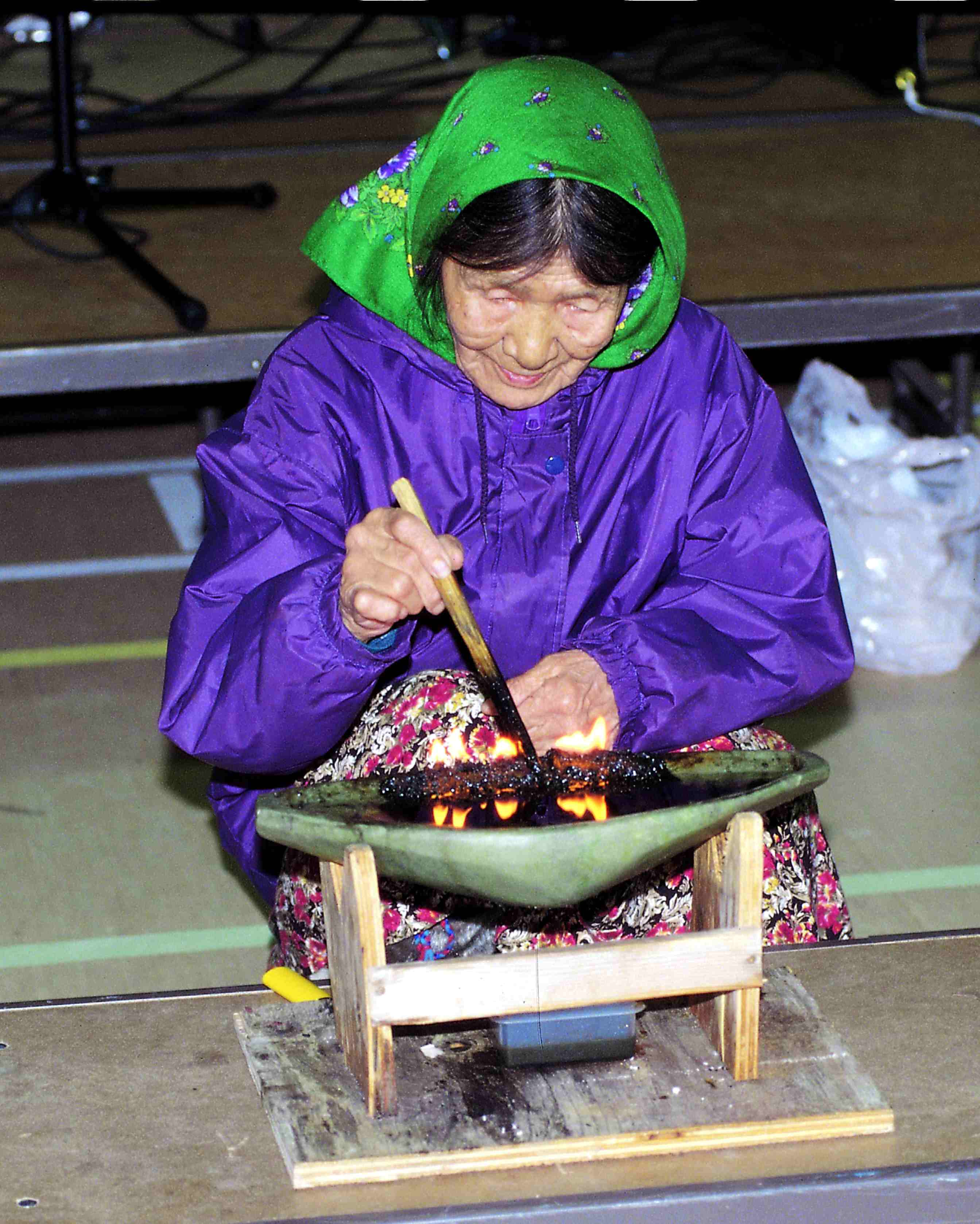
Encenent un Qulliq Nunavut, 1999

El kudlik és una llàntia usada tradicionalment pels esquimals. Està feta d'esteatita (o bé d'os de morsa o d'argila), i el combustible és oli de foca, de morsa o de balena. La metxa típica era de molsa seca. La flama es pot regular segons la porció de metxa que està encesa.
El kudlik proporciona llum i calor i era un dels estris més importants en la vida dels antics esquimals.

## Terminologia
Hi ha diversos noms segons la parla de cada grup esquimal:
Kudlik, qulliq, naniq.

## Història
No se sap del cert el període en què les llànties d'oli de foca es començaren a usar. S`han trobat aquesta mena de llànties en jaciments de comunitats paleo-esquimals datats fa 3.000 anys (època de la tradició Norton). Aquest tipus de llànties eren estris habituals de l'anomenada cultura Dorset i del poble Thule. Aquells models eren molt similars als de les llànties fabricades actualment.

## Descripcions deWilliam Edward Parry
L'hivern de 1821 els membres d'una segona expedició polar, comandats pel capità William Parry, foren visitats per un grup d'inuit que s'establiren a dues milles del campament dels europeus. Els vaixells de Parry (HMS Fury i l HMS Hecla) havien quedat bloquejats pel gel.
Fruit d'aquesta convivència Parry va poder observar amb detall els estris domèstics i de cacera dels inuits. Entre altres la llàntia d'oli de foca. A continuació un resum de les descripcions del capità.
- El juliol de 1822, el capità Lyon va observar una llàntia molt curiosa, formada per dues peces de granit vermell sòlidament enganxades, contràriament a les habituals d'esteatita.
- Parlant de l'habitatge de tres o quatres famílies inuit que vivien juntes en tres o quatre iglús intercomunicats:

 El foc de cada família consisteix en una simple llàntia d'esteatita, de forma de segment circular i de poca fondària. La metxa és de molsa seca ben fregada entre les mans fins a fer-la inflamable i es disposa al llarg del costat recte del recipient. Encenent-la tota o parcialment és possible regular la quantitat de llum i de calor desitjada, o del combustible de que hom pot disposar. Quan està tota encesa (pot arribar a una llargària de 45 cm) proporciona una llum molt intensa i bonica, sense que fumegi perceptiblement ni faci cap olor desagradable. 
- Del sistema d'alimentació d'oli:

La llàntia es disposa perquè s'autoalimenti d'oli penjant pel damunt de la flama una tira llarga de greix de balena, foca o morsa. El calor de la flama fa que l'oli del greix vagi degotant cap a la llàntia. 
- El kudlik com a cuina i assecador:

 Pel damunt de la llàntia es disposa un marc de fusta d'aspecte primitiu per a penjar els recipients de cocció. També s'hi penja un gran cércol d'os amb una xarxa, com una raqueta, que serveix per a deixar-hi totes les peces de vestir mullades. Aquest instrument s'anomena innetat i sovint està carregat de botes, sabates i manyopes. 
- Distribució de llànties dins dels iglús:

Parlant d'un model de dos o tres iglús agrupats, comunicats per passadissos i on vivien tres famílies, el capità Parry explicà que cada família tenia la seva llàntia i que n'hi havia una de més petita prop de la porta d'entrada. (L'obra de referència mostra un plànol de la distribució en planta d'un iglú múltiple).
- Escalfament efectiu de l'iglú:

Amb totes les llànties enceses i l'iglú múltiple ple de gent i de gossos, el capità Parry va mesurar les temperatures. Prop de la flama, en la xarxa assecadora damunt del foc: 38 graus. A un metre de distància: 32. Prop de la paret : 23. Amb una temperatura exterior de 25 graus sota zero.
Si la temperatura interior és més alta les parets es comencen a fondre i a degotar.
- Atiador d'amiant:

Escut d'armes de Nunavut

Per a regular la flama, encenent i apagant les parts de la metxa desitjades, els inuit empraven un atiador d'amiant anomenat tatko, una vareta amb punta arrodonida.

### Detalls complementaris

#### Recipient
- El recipient podia ser de formes variades però sovint adoptava la forma d'una mitja lluna o gairebé.
- El material més típic era l'esteatita. Però podia ser d'os o d'una mena d'argila especial.
  - El capità Parry va anotar que hi havia llànties fetes a base de barrejar una argila local no determinada amb pèls d'animals i sang de foca. La mescla s'enduria i quedava com a petrificada, formant un recipient prou adequat.

#### Metxa
- La metxa d'un qulliq o kudlik era de “Artic cottongrass” (Eriophorum callitrix), “common cottongrass”(Eriophorum angustifolium) o de molsa seca (“peqaq” en llengua inuit).
- La metxa es disposava en el costat recte de la llàntia. Per a ser amarada de l'oli del recipient.
- La metxa s'encenia només en una petita part, proporcionant una flama petita, en dues o més flames o completament, donant en aquest darrer cas una flama contínua tot al llarg del costat recte del recipient.
- Calia anar tenint cura de la metxa i de la flama per a evitar que fumegés.[5]

## Passat i present
Antigament la llàntia d'oli de foca era un estri multifuncional. Els inuit i altres pobles de l'Àrtic l'usaven per a il·luminar les seves tendes, les seves cases mig enterrades i els seus iglús. Amb la llàntia fonien la neu (per a obtenir aigua), i els servia per a cuinar i per a assecar els vestits mullats.
En l'actualitat les llànties s'usen en pràctiques cerimonials.
L'escut d'armes de Nunavut duu una llàntia qulliq, en memòria de la gran importància que tingué en temps passats.